# أمير أباد (ياتري)
امیر أباد (بالفارسية: امیرآباد) هي منطقة سكنية تقع في إيران في قسم ياتري الريفي. يقدر عدد سكانها بـ 14 نسمة .